# Bolotnoye

Bolotnoye (en ruso : Боло́тное) es una ciudad y el centro administrativo del distrito de Bolotninsky en la oblast de Novosibirsk, Rusia, ubicado a 126 kilómetros al noreste de Novosibirsk, el centro administrativo de la oblast de Novosibirsk.
Población: 16 570 (2010)

## Historia
Bolotnoye comenzó con el establecimiento de una estación de paso a lo largo de la Ruta Siberiana en la ubicación actual de la ciudad, en 1805. En 1896, cuando el Ferrocarril Transiberiano había llegado a la misma ubicación, el área era conocida como Bolotnovskaya. Allí se estableció una estación de ferrocarril con servicio de bufé y se comenzó a desarrollar un asentamiento acompañante. El nombre se acortó más tarde a Bolotnoye. A Bolotnoye se le otorgó oficialmente el estatus de ciudad solo en 1943.
- Datos: Q105306
- Multimedia: Bolotnoe / Q105306